# ファンタスティック・カップル
ファンタスティック・カップルは、韓国・MBCで2006年10月から放送されたテレビドラマ。全16話。アメリカ映画『潮風のいたずら』のリメイクである。

## 出演
- ナ・サンシル / アンナ・チョ: ハン・イェスル
- チャン・チョルス: オ・ジホ
- ビリー・パク: キム・ソンミン（朝鮮語版）
- オ・ユギョン : パク・ハンビョル
- カンジャ : チョン・スヨン
- コン室長 : キム・グァンギュ
- トック : キム・ジョンウク
- ケジュ : イ・ミヨン
- ヒョジョン : イ・サンイ

## スタッフ
- 演出：キム・サンホ
- 脚本：ホン・ジョンウン、ホン・ミラン
- 制作：MBC
- 放送時間：土&日曜日、夜9時40分放映

## 放送局
- 韓国 MBC
  - 2006年10月 -
- 日本
  - KNTV
  - BSジャパン
    - 2007年8月10日 - （字幕版、金曜日 22:00 - ）

  - 韓流α